# Губино (п/о Ераково)
В том числе деревня с таким же названием есть в том же самом сельском поселении и той же сельской администрации — различаются почтовые отделения.
Гу́бино (для отличия от другого Губино в той же сельской администрации используется запись Губино (19 км)) —  деревня Шашковской сельской администрации в Назаровском сельском поселении Рыбинского района Ярославской области .
Деревня расположена на левом более высоком берегу реки Малая Колокша, левого притока Волги. Вниз по течению, на юг — деревня Тимново, которая находится на автомобильной дороге Рыбинск-Тутаев, а вверх по течению — Олешково. На противоположном берегу Малой Колокши — крупное садовое товарищество.
На 1 января 2007 года в деревне числилось 3 постоянных жителя . Почтовое отделение Ераково обслуживает в деревне Губино 8 домов. .